# Dienstgrade der Feuerwehr
In den Feuerwehren gibt es in den verschiedenen Ländern Dienstgrade, die nach Ausbildungsstand, Dienstverwendung und/oder Dienstalter vergeben werden. Für manche Dienstgrade ist nur der Ausbildungsstand wichtig, für andere sind der Ausbildungsstand, die Dauer der Dienstverwendung oder sogar die konkrete Funktion ausschlaggebend (Zum Beispiel Ausbilder in der Feuerwehr).
In Deutschland und Österreich sind die Dienstgrade zum Teil ähnlich, unterscheiden sich aber in Details. Dies hängt von den jeweiligen deutschen Ländern ab, da die Dienstgrade in Deutschland für jedes Land getrennt geregelt sind. In der Schweiz sind die Dienstgrade an die militärischen Dienstgrade der Schweizer Armee (vor 2003) angelehnt.
Siehe hierzu:
- Dienstgrade der Feuerwehr in Deutschland
- Dienstgrade der Feuerwehr in Frankreich
- Dienstgrade der Feuerwehr in Italien
- Dienstgrade der Feuerwehr in Österreich
- Dienstgrade der Feuerwehr in Polen
- Dienstgrade der Feuerwehr in der Schweiz
- Dienstgrade der Feuerwehr in Südtirol
- Dienstgrade der Feuerwehr in den Vereinigten Staaten
- Dienstgrade der London Fire Brigade